# SN 2005B
SN 2005B是2005年发现的第二颗超新星，由加拿大新不伦瑞克弗雷德里克顿的业余天文学家保罗·格雷发现。他与业余天文学家同伴David J. Lane查看胶卷时，在斯蒂尔沃特湖他的后院中的天文台发现这颗超新星。他位于UGC 11066星系中，位置属于天龙座。